# 根雪

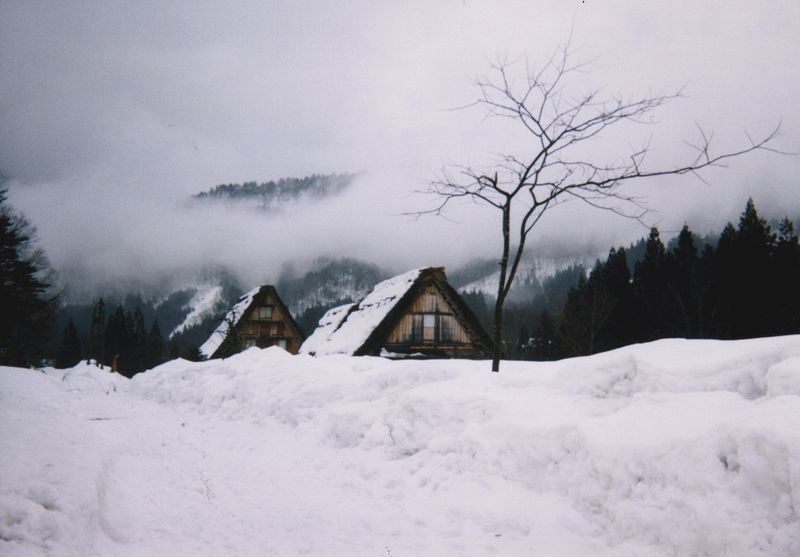
根雪となった雪

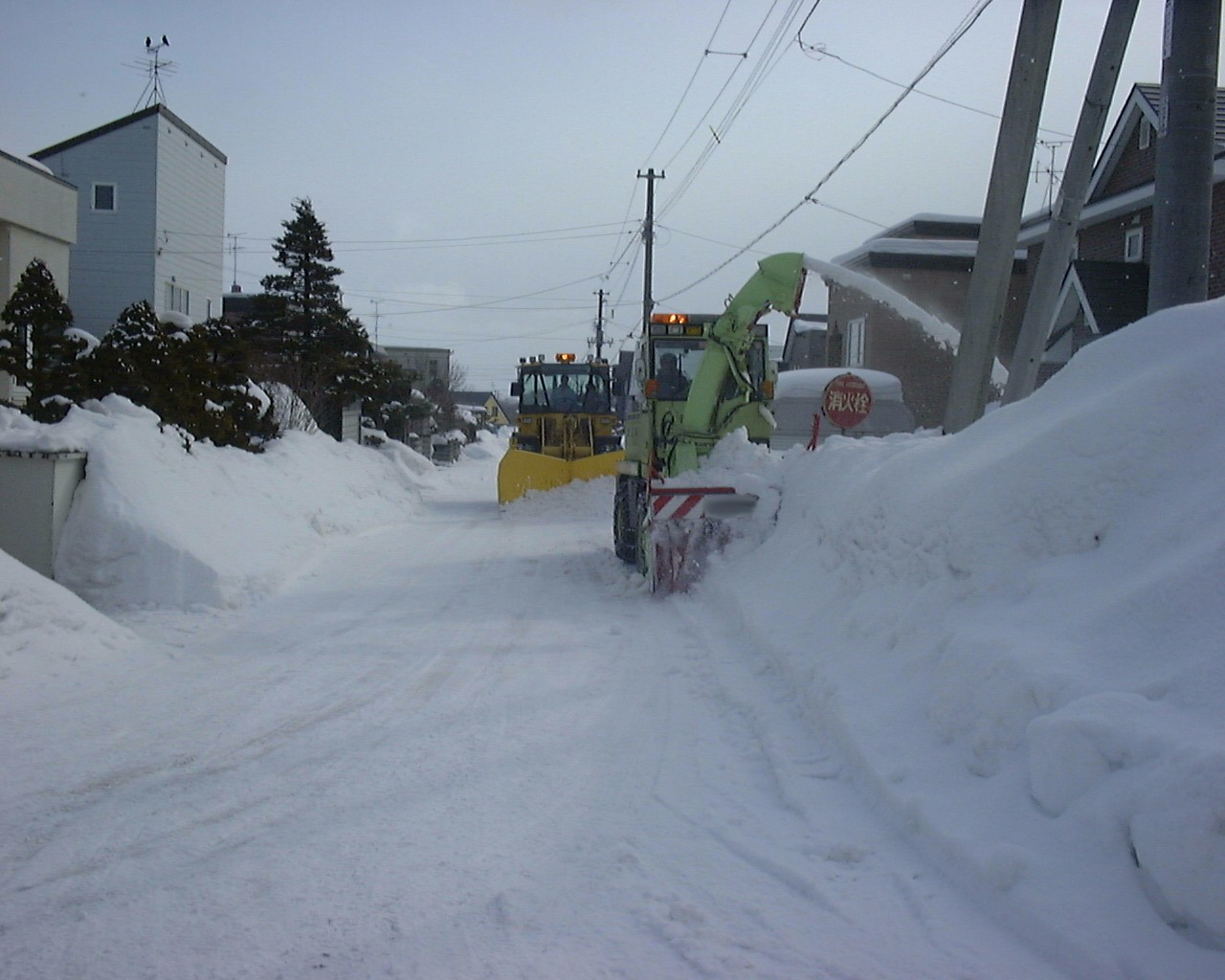
除雪と根雪

根雪（ねゆき）とは、冬のあいだ積雪状態が続くことを指す用語である。気象庁では長期積雪と呼ぶ。
一般的には、主に降雪量の多い雪国や降水量が少ない寒冷地で雪が降り積もった後に雪融けの季節まで雪が地面を覆う（つまり積雪）状態が続くことを、その始まりや終わりを指して「根雪が張る」「根雪が解ける」などと呼び、冬の訪れや春の訪れの時期をつかさどる為に使われている。
気象庁の用語においては、一旦積雪が消失しても、積雪期間がある条件を満たせば、再び積雪した際も長期積雪が継続しているとみなされる（後述）。

## 気象庁における根雪の定義
気象庁の用語では「長期積雪」といい、観測点における積雪が30日以上継続した状態のことをいう。ただし、積雪が10日以上継続した場合、5日間以内の無積雪期間があっても、次の10日以上に亘って積雪が継続した場合は、積雪が継続しているものとみなす。さらに再び5日間以内の無積雪期間があっても、次の10日以上に亘って積雪が継続すれば、同様に積雪が継続しているものと見なす。以降も同様である。
継続した積雪が始まった日を根雪初日という。根雪の定義が上述のとおりであるので、根雪初日はその日に発表されるのではなく、積雪期間が継続した時点で遡って発表される。
気象庁では、根雪が一般的な主に北日本の有人観測点（官署・特別地域気象観測所）で、各気象台で根雪の初日や終日に関する統計が取られている。アメダス観測点の積雪に関して、取り立てて根雪と言及されることはない。
なお、夏になっても融雪せずに次の冬まで残る雪は万年雪と呼ばれて区別される。

## 地域条件
以下は気象庁の定義において、根雪が観測される又はされない都市部の分布や特性について述べる。寒冷な山間部については言及していない。

### 例年根雪が見られる地域
統計的に、著しい暖冬や少雪の年を除いて大部分の年で根雪が見られる地域、つまりほとんど毎年のように根雪が観測される地域は、主に北海道全域と、青森県東部、岩手県内陸の東北地方太平洋側の豪雪地帯、東北日本海側や富山県、長野県北部以東の北陸地方である。
これらは
- 最寒月平均気温が0℃以上と比較的高い代わりに降雪量が概ね300cm以上と多い地域（東北・北陸日本海側平地の大半）、
- 最寒月平均気温が氷点下で真冬日が多い低温のため比較的少ない200cm程度の降雪量でも積雪が維持されやすい地域（主に北海道太平洋側・青森県東部・岩手県内陸）、
- 低温かつ降雪量も多い地域（北海道日本海側・オホーツク海側や東北地方内陸）

に分類できる。

### 根雪が希に見られる地域
- 積雪機会の多い日本海側の豪雪地帯であっても降雪量が300cm以下と極端には多くなく、かつ最寒月平均気温が3℃以上で温暖な石川県以西の日本海側平地
- 南岸低気圧での積雪が主で積雪機会に乏しい上、最寒月平均気温が0℃以上と比較的気温が高いため積雪が維持されにくい岩手県沿岸・宮城県以南の太平洋側平地

これらの地域の平地では、根雪が観測されることは少ない。（福島県会津地方や長野県北信地方、岐阜県飛騨地方は日本海側に含む。）
しかし日本海側の温暖地や太平洋側においても、比較的高気温で湿った雪が大量に降り積もり記録的大雪（一度に数十センチ以上）になった場合や、平年より気温が低い状態が続いた場合（主に寒冬であるが、寒冬でない冬でも1ヶ月程度の比較的短い期間の例がある）は積雪が維持されやすくなるため上の限りではなく、
- 新潟市・福井市・舞鶴市・豊岡市・鳥取市等の平年の降雪量が150cmを超えるような地域ではおおむね数年 - 十数年に一度の頻度
- 松江市（例：2011年）や宮古市・仙台市・福島市（例：1984年）など、平年の降雪量が70 - 150cm程度の地域では20 - 30年以上に一度程の頻度

に根雪が観測される場合がある。
このような年には、根雪のための積雪が維持されやすい環境として、平年比で記録的に多い降雪量を観測することが多い。
顕著な例として、三八豪雪となった1963年1月から2月には、例年降雪量が20cmに満たない福岡県飯塚市で定義上の根雪となっており、この冬の降雪量は185cmと観測史上最大であった。

## 根雪の成り立ち
秋の半ばから晩秋頃に初めて降った雪を初雪という。初雪やその後しばらくの間に降った雪は、外気温の高さのため、ほぼ全て融けてしまう。しかし、冬季になり日常的に寒冷な状態が継続するようになると、融雪は進まなくなり、すべての積雪が融けきらないうちにさらに雪が上から降り積もり続ける。このため、新たに積もった上部の雪は気温上昇や人・自動車等の通過により一部融雪するが、地面に近い下部の雪は融けずに常に残った状態となる。これが根雪である。

## 北海道などにおける根雪
北海道など北日本では、根雪は本格的な雪の季節の訪れを示す気象現象となっており、札幌市における根雪初日の平年は12月4日、旭川市で11月22日など。しかし近年では徐々に根雪初日が遅くなる傾向が見られ、旭川市では1939年 - 2004年の間に、約5日根雪初日が遅くなっている。これによりスキー場の営業期間が遅れるなど、レジャー産業への影響も懸念されている。